# Unfug der Liebe
Unfug der Liebe (alemany: Bogeria d’amor) és una pel·lícula muda de comèdia alemanya del 1928 dirigida per Robert Wiene i protagonitzada per Maria Jacobini, Jack Trevor i Betty Astor. Tot i que algunes de les pel·lícules anteriors de Wiene havien tingut respostes contradictòries, Unfug der Liebe va ser universalment elogiada per la crítica. La pel·lícula es va fer als Estudis Marienfelde de Terra Film. Va ser l'última pel·lícula muda de Wiene. El seu següent treball va ser la pel·lícula sonora de 1930 Der Andere.

## Argument
Una multimilionària estatunidenca s'enamora d'un noble alemany sense diners, però ell no deixa que passi.

## Repartiment
- Maria Jacobini: Muriel
- Jack Trevor: Berry
- Angelo Ferrari: Martinez
- Betty Astor: Betty
- Ferry Sikla: Aspenwall
- Oreste Bilancia: secretari
- Willi Forst: un gigolò